# Min Hye-sook
Min Hye-sook, född den 15 mars 1970, är en sydkoreansk handbollsspelare.
Hon tog OS-guld i damernas turnering i samband med de olympiska handbollstävlingarna 1992 i Barcelona.